# 1713 w literaturze
Wydarzenia literackie w 1713 roku.

## Nowe książki
- George Berkeley Three Dialogues Between Hylas and Philonous
- Anthony Collins A Discourse of Free-thinking

- Joseph Addison Cato.
- Hans Carl von Carlowitz Sylvicultura oeconomica, oder haußwirthliche Nachricht und Naturmäßige Anweisung zur wilden Baum-Zucht (ekonomia-leśnictwo, po raz pierwszy wspomniany: "zrównoważony rozwój"
- Jakob Bernoulli, Ars Conjectandi (pośmiertnie).

## Urodzili się
- 25 października – Marie-Jeanne Riccoboni, francuska pisarka i publicystka